# Violette Nozière
Violette Nozière (Neuvy-sur-Loire, 11 gennaio 1915 – Le Petit-Quevilly, 18 novembre 1966) è stata una criminale francese che suscitò l'interesse della cronaca giudiziaria degli anni trenta.

## Biografia
Il 28 agosto 1933 Nozière venne arrestata dalla polizia con l'accusa di avere avvelenato i propri genitori con del Soménal - un sonnifero - nella notte del precedente 21 agosto. Secondo le ricostruzioni, dopo aver drogato i genitori, la donna aprì il gas nell'appartamento per inscenare un finto suicidio dei genitori. La madre riuscì a salvarsi, ma il padre morì.
Fu condannata a morte per parricidio nel 1934, dietro denuncia dalla madre. Nel corso del processo, Nozière dichiarò di essersi voluta vendicare delle ripetute violenze sessuali subite dal padre, il meccanico ferroviere Baptiste Nozière, fin dall'età di 12 anni. La giovane dichiarò inoltre di aver voluto uccidere anche sua madre, colpevole di aver ignorato gli abusi lungo tutti quegli anni. La madre smentì puntualmente tutte le accuse verso di lei e il marito.
La versione di Nozière non fu creduta anche per via della sua vita privata, giudicata scandalosa e contro la morale: la giovane intratteneva una relazione con un certo Jean Dabin, uomo dalla reputazione ritenuta dubbia, e fu inoltre accusata anche di essersi occasionalmente prostituita nel quartiere latino di Parigi. Secondo la considerazione dei giurati, Violette avrebbe premeditato l'assassinio dei propri genitori solamente per accaparrarsi i loro risparmi, ammontanti a centosessantacinquemila franchi, e per continuare a frequentare il suo amante. Sua madre, sebbene costituitasi parte civile, finì per perdonare sua figlia e implorò la stessa giuria con le parole «Pietà, pietà per la mia bambina!».
Malgrado tutto, Nozière fu condannata alla pena capitale (una condanna simbolica poiché, all'epoca, la ghigliottina non era più prevista per le donne). La pena di morte venne poi commutata in ergastolo il 25 dicembre 1934. Il 26 agosto 1942 Philippe Pétain ridusse la pena a 12 anni di lavori forzati e, grazie a una condotta esemplare tenuta in carcere, Violette fu definitivamente liberata il 29 agosto 1945. Il 15 novembre di quello stesso anno, Charles de Gaulle le revocò il divieto di soggiorno su gran parte del territorio francese.
In seguito, Violette si sposò con un cancelliere della casa di reclusione di Rennes, dove era stata imprigionata. Si riconciliò con la madre ed ebbe anche cinque figli, ai quali non parlò mai del suo passato. Il 18 maggio 1963 Violette fu riabilitata dalla Corte di Rouen, riacquistando così il pieno esercizio dei suoi diritti civici e un casellario giudiziale nuovamente immacolato. Morì tre anni più tardi, il 18 novembre 1966.

## La fama
Violette Nozière deve la sua fama all'interesse morboso suscitato presso l'opinione pubblica dalle cronache giudiziarie: esemplari in questo senso furono gli articoli, tra il feuilleton e il reportage, che la famosa rivista francese Détective dedicò al suo caso.
Ma la sua mitizzazione avvenne soprattutto ad opera dei principali artisti aderenti alla corrente del surrealismo che, individuando in lei un modello di resistenza all'autoritarismo familiare e all'ipocrisia sessuale borghese, la indicarono come modello eroico e musa ispiratrice. Durante lo svolgimento del processo le dedicarono un famosissimo hommage: una raccolta di poesie ed illustrazioni ad opera di André Breton, Paul Éluard ed altri artisti pubblicata in Belgio e parzialmente sequestrata dalla censura; lo stesso Breton le inviò in carcere un canestro di rose rosse.
Trasformata ormai in personaggio letterario la sua vicenda ha continuato ad essere fonte di ispirazione per artisti fino ai giorni nostri. Il regista Claude Chabrol nel 1978 portò la vicenda di Violette Nozière sugli schermi con il film omonimo interpretato da Isabelle Huppert; di lei sono state scritte diverse biografie, alcune delle quali palesemente romanzate.
In Italia gli Area inserirono nell'album 1978 gli dei se ne vanno, gli arrabbiati restano! del 1978 una canzone intitolata Hommage à Violette Nozière a lei dedicata.
Il personaggio di Maria Noziére nel romanzo L'armata dei sonnambuli del collettivo di scrittori Wu Ming è ispirato ad una lontana antenata di Violette.